# 布里安·考陶琳
布里安·考陶琳（匈牙利語：Burián Katalin，1995年1月17日—）生于布达佩斯，是一名匈牙利女子游泳运动员，主攻仰泳。她在小时候被母亲带到游泳池边学习游泳，6岁时，她加入A Jövő俱乐部，师从Balázs Virth和Sándor Széles教练，正式开始游泳训练。2012年，Széles离开A Jövő俱乐部，开始在Újpesti俱乐部任教，她也随Széles转到Újpesti俱乐部。她在Újpesti俱乐部期间表现并不突出，为了改变这一状况，她于2014年决定加入Bácsvíz俱乐部。